# 破れた傘にくちづけを
「破れた傘にくちづけを」（やぶれたかさにくちづけを）は2006年10月20日より"ライブ会場・WEB通販限定盤"として、針券レコードから発売された斉藤和義30作目シングル。MVも収録されている。

## 解説
インディーズレーベルからリリースされた2曲入りシングル。2曲とも、2006年10月からスタートした全国ツアー「斉藤和義 LIVE TOUR 2006 〜俺たちのロックンロール〜」で演奏された。CDは各ライブ会場で販売され、WEBでは斉藤のオフィシャルサイトのみで販売された。
「破れた傘にくちづけを」のライブ映像は、翌2007年にリリースされたコンセプト・アルバム『紅盤』初回生産盤に付属のDVD（『LIVE TOUR 2006 〜俺たちのロックンロール〜　ライブ映像』）内に収録されている。また、インディーズでのリリースではあるものの「破れた傘にくちづけを」のMVも制作され、2008年のオリジナル・アルバム『I ♥ ME』初回生産盤に付属の特典DVDに収録された。
「破れた傘にくちづけを」は『歌うたい15 SINGLES BEST 1993〜2007』（2008年）のDISK3に、「絶望という名のガム」は『Collection "B" 1993〜2007』（2008年）のDISK3にそれぞれ再収録されている。

## 収録曲
全曲　作詞・作曲・編曲：斉藤和義
1. 破れた傘にくちづけを
2. 絶望という名のガム